# Дені Неглен
Дені Неглен (фр. Denis Naegelen; нар. 14 березня 1952) — колишній французький тенісист.
Найвищу одиночну позицію світового рейтингу — 131 місце досяг 14 червня 1976 року.
Здобув 1 парний титул.
Найвищим досягненням на турнірах Великого шолома було 3 коло в одиночному та парному розрядах.

## Фінали Гран-прі за кар'єру

### Парний розряд: 1 (1–0)
| Результат | W/L | Дата     | Турнір         | Покриття | Партнер         | Суперники               | Рахунок  |
| --------- | --- | -------- | -------------- | -------- | --------------- | ----------------------- | -------- |
| Перемога  | 1–0 | Жов 1979 | Бордо, Франція | Ґрунт    | Патріс Домінгес | Бернар Фріц Іван Моліна | 6–4, 6–4 |